# Ringfort
Et ringfort er en lille, cirkulær befæstet bosættelse, der blev opført i bronzealderen, jernalderen og den tidlige middelalder frem til omkring år 1000 e.v.t. De findes i Nordeuropa, især i Irland. Der er også mange i South Wales og i Cornwall, hvor de kaldes rounds.
Ringforter findes i mange størrelser og kan være lavet af sten eller jord. Jordvolde ville have været markeret med en cirkulær vold (en banke og grøft), ofte med en palisade på toppen. Både stenmurede og jordbaserede ringforter ville generelt have haft mindst én bygning inde i anlægget.

## Udbredelse

### Irland
I irske kilder omtales de med flere forskellige betegnelser: ráth (anglificeret til rath, også walisisk rath), lios (anglificeret til lis; beslægtet med kornisk lis), caiseal (anglificeret til cashel), cathair (anglificeret til caher eller cahir; beslægtet med walisisk caer, kornisk og bretonsk ker) og dún (anglificeret til dun eller doon; beslægtet med walisisk og kornisk din).
Ráth og lios betegner jordvolde; ráth er den ydre vold og lios det åbne område indenfor. Caiseal og cathair betegner stenmurede ringborge. Betegnelsen dún blev som regel brugt om enhver vigtig fæstning, uanset om den var ringformet eller ej.
I Irland er over 40.000 steder blevet identificeret som ringforter, og man mener, at der i alt har eksisteret mindst 50.000 ringforter på øen. De er almindelige i hele landet, med en gennemsnitlig tæthed på lidt over én ringfort per 2 km2. Mange er formentlig gået tabt på grund af landbrug og byudvikling. Kortlægning i grevskaberne Cork og Waterford i 1773 viste 73 "jordværker", hvoraf kun 20 var registreret i 1937. Mange hidtil ukendte ringforter er dog blevet opdaget takket være de tidlige kortlægninger, luftfotografier og de arkæologiske undersøgelser, der er blevet gennemført i forbindelse med vejbyggeri.

### England og Wales
I Cornwall, dele af Devon og det sydlige Wales deler de indhegnede bosættelser mange træk med deres irske modstykker, herunder den cirkulære form og souterrains (fogous), samt deres fortsatte beboelse fra jernalderen ind i den tidlige middelalder. Deres form har senere inspireret de karakteristiske cirkulære ringborge (shell-keeps), der findes i det middelalderlige Severnside-område. Få eksempler fra Cornwall er blevet arkæologisk udgravet, med undtagelse af Trethurgy Rounds.

### Skandinavien
Borganlæg er også kendt fra Skandinavien, hvoraf 19 findes alene på den svenske ø Öland.
Disse borganlæg skal ikke forveksles med vikingernes trelleborgene, hvoraf syv er kendt fra Danmark og det sydlige Sverige, alle dateret til omkring år 980 i vikingetiden. Vikingernes borge har alle en slående ensartet udformning og kaldes samlet for Trelleborgene, opkaldt efter den første borg af denne type, der blev udgravet i 1936. Alle ringborgene fra vikingetiden menes at være bygget inden for en meget kort tidsramme under kong Harald Blåtands regeringstid, men med endnu ukendt militært formål. De kan have fungeret som træningslejre for Svend Tveskægs mænd før invasionen af England i 1013.

## Funktioner

### Landbrug
Det har traditionelt været opfattelsen, at ringforter fungerede som en spredt bondegård – hjem for en fri mand og hans familie – og som centrum for en blandet landbrugsøkonomi, i høj grad domineret af kvægavl. En middelalderlig irsk lovtekst beskriver en velstående landmand – irsk: boaire på gammelt irsk – som havende et beboelseshus, en fårefold, en kalvefold og en svinesti – alt sammen sandsynligvis placeret inden for ringfortet.
Arkæologiske undersøgelser tyder dog på, at ikke alle ringforter fungerede som bondegårde, men at de også kunne have opfyldt en række andre funktioner. Det mest kendte eksempel er Garryduff II i County Cork. Dette ringfort, som ligger i nærheden af og under opsyn af en større ringfort (Garryduff I) med flere huse, har ikke givet arkæologerne nogen tegn på beboelse, og den fremherskende teori er, at borgen muligvis blev anvendt som indhegning til husdyr.
Alligevel er denne fortolkning stadig den mest udbredte i akademiske, arkæologiske og folkelige debatter, selvom pollenanalyser og andet materiale i høj grad har ændret det traditionelle syn på kvægets dominans i forhold til dyrkning af korn i den tidlige middelalder i Irland. Der er i dag klar evidens for, at kornproduktion spillede en langt større rolle end tidligere antaget.

### Håndværk og industri
Andre steder vist tegn på, at ringforterne ikke primært var landbrugsenheder, men snarere havde en mere mangfoldig og væsentlig rolle i økonomien. Et godt eksempel er den store, tredobbelte ringfort i Garannes, County Cork, hvor der ikke er fundet spor af beboelse, men til gengæld adskillige tegn på industriel aktivitet. Fund af kontinentalt keramik tyder på, at stedet handlede med kontinentet og/eller fungerede som et distributionspunkt for luksusvarer til den lokale økonomi. Både Garannes og især Garryduff II understreger, at ringforter kan have haft forskellige funktioner i det tidlige kristne Irland. Selvom de fleste synes at passe ind i den traditionelle opfattelse som bondegårde, bør denne forklaring ikke anses som universel.

### Forsvar
En ringfort er en defensiv struktur – hvilket både navnet og den generelle morfologiske definition antyder – karakteriseret ved volde og grave, som almindeligvis opfattes som forsvarselementer. I S. Ó Ríordáins morfologiske definition henviser han direkte til voldene og gravene som forsvarsværker.
Man må formode, at ringfortet havde en defensiv funktion, og i et kvægdomineret samfund har man generelt ment, at formålet var at beskytte en lille befolkning og deres husdyr under et "hit-and-run"-angreb. Ideen var, at borgen skulle give tilstrækkeligt forsvar i en kort periode. I den tidlige kristne periode i Irland var kvægtyveri almindeligt, og ringforter tilbød et vist niveau af sikkerhed.
Denne teori styrkes af ideen om visuelle “territorier”, som bygger på antagelsen om, at alle ringforter i et område var beboet samtidigt, og at hver enkelt kunne ses fra mindst én naboborg. Dermed ville hjælp kunne komme, hvis én blev angrebet. Den runde form havde også fordele: den gav bred udsigt over tilkommende angribere og tillod, med færre ressourcer, at man kunne indhegne et maksimalt areal i forhold til længden af volden.

### Status
Selvom forsvar i dag ofte nævnes som forklaring på voldenes eksistens, var det ikke den samtidsforståelse, der dominerede. Tidlige kristne tekster understreger i stedet voldenes betydning som symbol på adel, kongemagt og autoritet. Dette ses tydeligt i dette uddrag fra Críth Gablach – en lovtekst fra middelalderens Irland:
 Hvad tilkommer en konge, som altid er bosiddende i spidsen for sin tuath? Syv snes fod af perfekte fodmål er målet for hans palisade på hver side. Syv fod er tykkelsen af jordvolden, og tolv fod dens dybde. Da er han konge, når vasallernes volde omkranser ham. Hvad er en vasals vold? Tolv fod er bredden på åbningen, og dens dybde og målet mod palisaden. Tredive fod er dens ydre mål.

Som citatet viser, er forbindelsen mellem voldsystemet og vasalforhold tydelig. Jo mere kompleks ringfortet var – fx med flere ydre volde – desto højere var ejerens status. Dette fokus på social rang frem for militær funktion forklarer flere svagheder i ringfortet forsvar. Volde – selv flere af dem – gav ikke nødvendigvis størst effekt i forhold til arbejdsindsatsen, sammenlignet med f.eks. hegn eller levende hegn. Mange ringforter, hvor bygninger er fundet, ville desuden ikke kunne rumme en kvægflok natten over. Derudover synes der at være blevet gjort begrænset indsats for at vedligeholde grave og voldgrave mod nedbrydning og tilsanding. En anden væsentlig udfordring ved at opfatte ringfortet som en ren forsvarsstruktur er, at de generelt ikke var indrettet til kamp – det var fx svært at kæmpe effektivt fra toppen af voldene.

## Notable eksempler

### Irland
- Cahercommaun (Cathair Chomáin) – ringborg/klippefæstning
- Caherconnell (Cathair Chonaill)
- Caherconree (Cathair Conraoi) – ringborg/klippefæstning
- Caherdaniel (Cathair Dónall)
- Dún Aonghasa – ringborg/klippefæstning
- Dún Dúchathair – ringborg/klippefæstning
- Grianán Ailigh
- Leacanabuaile
- Lisnagade (Lios na gCead)
- Mooghaun (An Múchán)
- Mount Sandel Fort (Cill Santail)
- Staigue (An Stéig)

De kongelige steder i Irland betegnes også undertiden som ringborge, selvom deres funktion synes primært at have været ceremoniel. De omfatter:
- Uisneach (Uisnigh)
- Cruachan
- Dún Ailinne
- Navan Fort (Eamhain Mhacha)
- Tara (Teamhair)
- Tlachta
- Tullahoge (Tulaigh Óg)

### Cornwall (korniske "rounds")
- Caer Bran
- Carlidnack
- Castle an Dinas[19]
- Castle Dore[20]
- Chûn Castle[21]
- Helsbury Castle[2]
- Kelly Rounds
- Penventinnie Round[22] – velbevaret cirkulær fæstning
- Prideaux (Pridias)
- Tregonning – "rounds" associeret med cirkulær bakkefæstning
- Trethurgy – en udgravet "round"[1][23]
- Warbstow Bury – betragtet som 'en af de største og bedst bevarede multivallate bakkefæstninger' i Cornwall English Heritage Report
- Cadson Bury,[24] Callington – ofte associeret med den arthuriske Celliwig

### Danmark (vikingernes ringborge)
- Aggersborg
- Borgring
- Fyrkat
- Nonnebakken
- Trelleborg (Slagelse)

### Sverige
- Eketorp
- Ismantorp
- Sandby borg – stedet for en bevaret massakre

### Tyskland
- Ringvold ved Burg
- Otzenhausen Ringvold

### Estland
- Valjala
- Varbola